# Pseudacris ocularis
Pseudacris ocularis is een kikker uit de familie boomkikkers of Hylidae. De soort werd voor het eerst wetenschappelijk beschreven door John Edwards Holbrook in 1838. Oorspronkelijk werd de wetenschappelijke naam Hylodes ocularis gebruikt. Vroeger behoorde deze soort tot het geslacht Hyla, waardoor deze naam regelmatig opduikt in de literatuur.

## Algemeen
De soort heeft zich gespecialiseerd in het microklimaat tussen de riethalmen en struiken bij slootjes, meren en vennen. Door het lage lichaamsgewicht buigt zelfs de dunste rietstengel niet door en kan op prooien worden gejaagd. Ook bladluizen en mijten worden gegeten, wat doet vermoeden dat ook op de bodem wordt gefoerageerd. Ondanks de klimmende levenswijze wordt Pseudacris ocularis nooit echt hoog aangetroffen, tot anderhalve meter.

## Uiterlijke kenmerken
De kikker heeft een lengte van 1,5 tot 1,9 centimeter en een gewicht van een paar gram. Het is hiermee de kleinste kikker- en paddensoort uit heel Noord-Amerika. De kleur van deze soort is erg variabel; meestal licht- tot donkerbruin, en de soort is te herkennen aan de donkerbruine tot zwarte flanken van de kop die overgaan in een oog- en flankstreep en eindigen net voor de achterpoten. De kleur kan zelfs rood- of roze-achtig zijn, maar kenmerkend is de helder witte tot gele streep onder de flankstreep die net onder het oog begint en boven de voorpoot ophoudt. Op de rug lopen enkele streep-achtige vlekken die iets van kleur afwijken, en zowel iets lichter als iets donkerder kunnen zijn als de basiskleur. De buik is wit tot vuilwit en veel exemplaren hebben een donkere, driehoekige vlek boven de ogen op de kop die over het midden van de rug als streep uitvloeit en bij de cloaca eindigt. De hechtschijven zijn goed ontwikkeld om zich vast te kunnen houden aan de wuivende plantenstengels waarop de kikker leeft. Ook heeft deze soort kleine vliezen tussen de tenen.

## Verspreiding
Pseudacris ocularis komt voor in de Verenigde Staten, in de staten Virginia, North Carolina, South Carolina, geheel Florida, Georgia en het uiterste zuidoostelijke deel van Alabama. In veel staten betreft het een brede, lange kuststrook; verder landinwaarts wordt deze soort niet aangetroffen.